# Civitella Casanova
Civitella Casanova község (comune) Olaszország Abruzzo régiójában, Pescara megyében.

## Fekvése
A megye északnyugati részén fekszik. Határai: Carpineto della Nora, Civitaquana, Loreto Aprutino, Montebello di Bertona, Ofena, Penne, Vicoli és Villa Celiera. A Gran Sasso - Monti della Laga Nemzeti Park területén fekszik.

## Története
Első említése a 9. századból származik. A következő századokban nemesi birtok volt. Önálló községgé a 19. század elején vált, amikor a Nápolyi Királyságban felszámolták a feudalizmust.

## Népessége
A népesség számának alakulása:

## Főbb látnivalói
- a 16. századi Santa Maria delle Grazie-templom
- San Michele Arcangelo-templom
- az 1529-ben reneszánsz stílusban épült Madonna della Cona-templom